# Carl Lewis
Frederick Carlton „Carl“ Lewis (* 1. července 1961 Birmingham, Alabama) je bývalý americký atlet, jeden z nejznámějších a nejúspěšnějších atletů historie.

## Kariéra
Lewis pochází ze sportovní rodiny, oba jeho rodiče byli trenéry lehké atletiky, jeho sestra Carol Lewisová je také bývalá úspěšná americká atletka, skokanka do dálky.
V roce 1983 na historicky 1. lehkoatletickém mistrovství světa v Helsinkách vybojoval 3 zlaté medaile v běhu na 100 metrů, skoku do dálky a také v krátké štafetě 4 × 100 metrů. K jeho nejskvělejším úspěchům patří fakt, že čtyřikrát v řadě zvítězil na olympijských hrách v jediné disciplíně (ve skoku dalekém – 1984, 1988, 1992, 1996). Až do Letních olympijských her 2008 v Pekingu byl spoludržitelem světového rekordu ve štafetě na 4 × 100 metrů (časem 37,40 s), držel také světový rekord ve štafetovém běhu na 4 × 200 metrů (1:18,68 min) a dosud je světovým rekordmanem také ve skoku dalekém v hale (879 cm).
Jako jeden z pouhých dvou atletů v historii také dokázal zvítězit ve čtyřech disciplínách na jedněch olympijských hrách (Letní olympijské hry 1984 v Los Angeles) – ve skoku do dálky, bězích na 100 a 200 metrů a ve štafetě na 4 × 100 m (před ním to dokázal pouze Jesse Owens na Letních olympijských hrách 1936 v Berlíně v týchž disciplínách). Se svými 9 zlatými olympijskými medailemi a 8 zlatými z mistrovství světa je jedním z nejúspěšnějších atletů historie. Svoji bohatou kariéru ukončil po 18 letech v roce 1997. Dnes žije v Los Angeles a zkouší se prosadit ve filmu. Od roku 1990 je veganem, přičemž tvrdí, že díky tomu dosáhl svých nejlepších výsledků.

## Zajímavosti
V letech 1988 a 1991 zvítězil v anketě Atlet světa.
Na Olympijských hrách v Soulu v roce 1988 zaběhl Lewis spolu s později diskvalifikovaným Benem Johnsonem letmo jeden z desetimetrových úseků stometrové trati za 0,83 sekundy, což v té době znamenalo lidský rychlostní rekord (12,05 m/s, tedy 43,37 km/h).

## Osobní rekordy
Dráha
Hala
- Skok daleký – 879 cm, New York, 27.1.1984 -  (Současný světový rekord)